# سبنسر (فيرجينيا الغربية)
سبنسر (بالإنجليزية: Spencer, West Virginia) هي مدينة تقع في الولايات المتحدة في Roane County. يقدر عدد سكانها بـ 2,322 نسمة ومساحتها 3.32 كم2 وترتفع عن سطح البحر 228 متر.

## التركيبة السكانية
قام مكتب تعداد الولايات المتحدة بتحديد بيانات التركيبة السكانية لسبنسر في تعداد الولايات المتحدة. في ما يلي، التركيبة السكانية حسب تعدادي 2000 و2010.

### تعداد عام 2000
بلغ عدد سكان سبنسر 2,352 نسمة بحسب تعداد عام 2000، وبلغ عدد الأسر 1,005 أسرة وعدد العائلات 614 عائلة مقيمة في المدينة. في حين سجلت الكثافة السكانية 1,984.3 نسمة لكل ميل مربع (766.1/كم2). وبلغ عدد الوحدات السكنية 1,154 وحدة بمتوسط كثافة قدره 973.6 نسمة لكل ميل مربع (375.9/كم2).
وتوزع التركيب العرقي للمدينة بنسبة 97.62% من البيض و 0.21% من الأمريكيين الأصليين و 0.68% من الأمريكيين ذوي الأصول الآسيوية و 0.13% من الأمريكيين الأفارقة و 1.32% من عرقين مختلطين أو أكثر.
بلغ عدد الأسر 1,005 أسرة كانت نسبة 27.6% منها لديها أطفال تحت سن الثامنة عشر تعيش معهم، وبلغت نسبة الأزواج القاطنين مع بعضهم البعض 44.2% من أصل المجموع الكلي للأسر، ونسبة 12.9% من الأسر كان لديها معيلات من الإناث دون وجود شريك، وكانت نسبة 38.9% من غير العائلات. تألفت نسبة 35.0% من أصل جميع الأسر من أفراد ونسبة 19.8% كانوا يعيش معهم شخص وحيد يبلغ من العمر 65 عاماً فما فوق. وبلغ متوسط حجم الأسرة المعيشية 2.89، أما متوسط حجم العائلات فبلغ 2.25.
بلغ العمر الوسطي للسكان 41 عاماً. وكانت نسبة 23.9% من القاطنين تحت سن الثامنة عشر، وكانت نسبة 8.3% بين الثامنة عشر والأربعة وعشرون عاماً، ونسبة 23.6% كانت واقعةً في الفئة العمرية ما بين الخامسة والعشرون حتى والأربعة وأربعون عاماً، ونسبة 22.1% كانت ما بين الخامسة والأربعون حتى الرابعة والستون، ونسبة 22.2% كانت ضمن فئة الخامسة والستون عاماً فما فوق. يوجد لكل 100 أنثى 86.1 ذكر، ويوجد لكل 100 أنثى في الثامنة عشر من عمرها فما فوق 80.6 ذكر.
بلغ متوسط دخل الأسرة في المدينة 19,773 دولار، أما متوسط دخل العائلة فبلغ 28,500 دولار. وكان متوسط دخل الذكور 28,000 دولار مقابل 16,452 دولار للإناث. وسجل دخل الفرد الخاص بالمدينة 12,976 دولار. وكانت نسبة 24.9% من العائلات ونسبة 31.0% من السكان تحت خط الفقر، وكان من هؤلاء نسبة 42.8% تحت سن الثامنة عشر ونسبة 21.4% في الخامسة والستين من العمر وما فوق.

### تعداد عام 2010
بلغ عدد سكان سبنسر 2,322 نسمة بحسب تعداد عام 2010، وبلغ عدد الأسر 1,005 أسرة وعدد العائلات 578 عائلة مقيمة في المدينة. في حين سجلت الكثافة السكانية 1,842.9 نسمة لكل ميل مربع (711.5/كم2). وبلغ عدد الوحدات السكنية 1,180 وحدة بمتوسط كثافة قدره 936.5 لكل ميل مربع (361.6/كم2).
وتوزع التركيب العرقي للمدينة بنسبة 97.5% من البيض و 0.1% من الأمريكيين الأصليين و 0.3% من الأمريكيين ذوي الأصول الآسيوية و 1.5% من عرقين مختلطين أو أكثر.
بلغ عدد الأسر 1,005 أسرة كانت نسبة 28.3% منها لديها أطفال تحت سن الثامنة عشر تعيش معهم، وبلغت نسبة الأزواج القاطنين مع بعضهم البعض 38.5% من أصل المجموع الكلي للأسر، ونسبة 13.6% من الأسر كان لديها معيلات من الإناث دون وجود شريك، بينما كانت نسبة 5.4% من الأسر لديها معيلون من الذكور دون وجود شريكة وكانت نسبة 42.5% من غير العائلات. تألفت نسبة 37.6% من أصل جميع الأسر من أفراد ونسبة 17.7% كانوا يعيش معهم شخص وحيد يبلغ من العمر 65 عاماً فما فوق. وبلغ متوسط حجم الأسرة المعيشية 2.94، أما متوسط حجم العائلات فبلغ 2.25.
بلغ العمر الوسطي للسكان 40.2 عاماً. وكانت نسبة 23.2% من القاطنين تحت سن الثامنة عشر، وكانت نسبة 8.5% بين الثامنة عشر والأربعة وعشرون عاماً، ونسبة 23.5% كانت واقعةً في الفئة العمرية ما بين الخامسة والعشرون حتى والأربعة وأربعون عاماً، ونسبة 26.3% كانت ما بين الخامسة والأربعون حتى الرابعة والستون، ونسبة 18.5% كانت ضمن فئة الخامسة والستون عاماً فما فوق. وتوزع التركيب الجنسي للسكان بنسبة 46.7% ذكور و53.3% إناث.